# Дарвулиа, Анна
Анна Дарвулиа (Anna Darvulia) — приближённая одной из богатейших венгерских аристократок Эржебет Батори, участница убийств и пыток служанок Батори.
Графиня Эржебет Батори пытала и убивала своих слуг. Ею были убиты многие девочки крестьянского и дворянского происхождения. Впрочем, существует и альтернативная версия, согласно которой обвинения против Эржебет Батори были политически мотивированной клеветой.
По мнению доктора юридических наук Кимберли Л. Крафт, человеком, который мог способствовать злодеяниям графини, была служанка Анна Дарвулиа. Она имела большое влияние на свою молодую госпожу. Жители окрестных деревень описывали её как «дикого зверя в женском облике». Считалось, что именно она обучила Батори различным садистским способам наказания слуг.
Ирма Садецки-Кардош считает, что Анна Дарвулиа была хорватской целительницей-акушеркой. Она практиковала хирургическое вмешательство. Её способы лечения были чужды местным жителям, что порождало недоверие к ним и слухи о пытках.

## В массовой культуре
В фильмах «Кровавая графиня — Батори» (2008) и «Графиня» (2009) Анна Дарвулиа показана как близкий друг графини Эржебет Батори.
Её именем названа французская блэк-метал-группа Darvulia.